# Kaskadenkondensator Basel

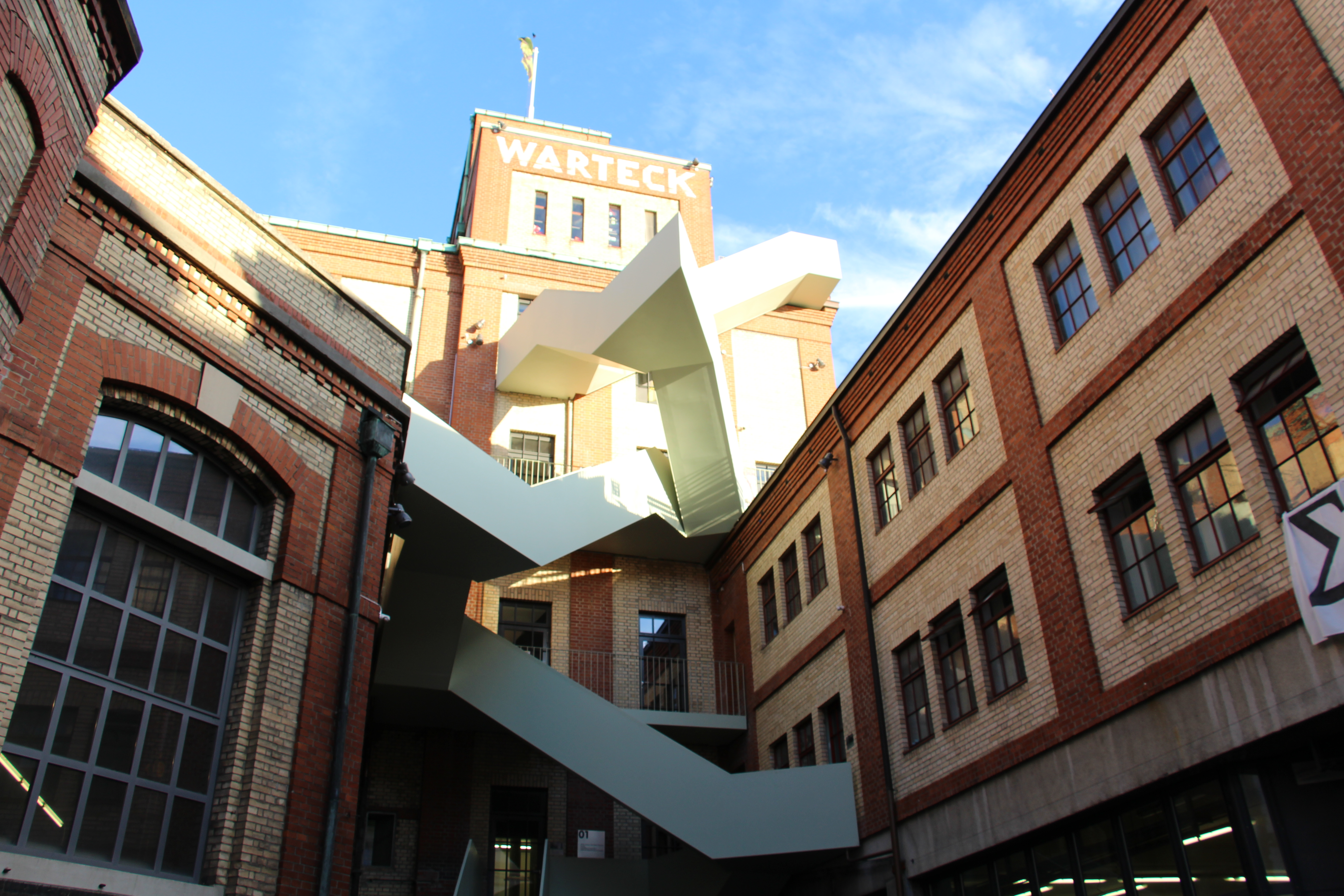
Gebäude des KASKOs

Der Kaskadenkondensator (kurz: Kasko) ist eine selbstverwaltete Kultureinrichtung für zeitgenössische Kunst in Basel. Er soll als Ort der Kulturvermittlung und des experimentellen, forschenden und prozesshaften Kunstschaffens mit Schwerpunkt auf Performance und anderen vergleichbaren Ausdrucksformen dienen.

## Geschichte
Der Kaskadenkondensator wurde 1994 als Verein gegründet, sieht sich inhaltlich und finanziell unabhängig, mit Sitz innerhalb des Werkraum Warteck pp. Gründungsmitglieder waren die Künstlerinnen, Anna Amadio, Renée Levi, Renate Buser, die Sängerin Marianne Schuppe, der Pianist Christoph Schiller, die Kunsthistorikerin Elisabeth Gerber und der Umweltingenieur Marin Lüchinger. Die Idee dazu entstand, als der Gebäudekomplex der ehemaligen Brauerei des Warteck Bieres zum Werkraum Warteck PP (PP steht für permanentes provisorium) umgenutzt wurde.
Bis 2007 waren unter anderem Martina Siegwolf, Anne Hody, Hans-Jürg Meier, Mignon Zwart, Markus Goessi, Pascale Grau, Katrin Grögel, Irene Maag, Judith Huber, Andrea Saemann, Eva Bächtold, Maya Rikli, Simone Rüssli, Lena Eriksson oder Annina Zimmermann Teil des Teams. Hartnäckiges Interesse galt der Verbindung von ephemerer und bildender Kunst und neuen Vermittlungsformaten.
Von 2008 bis 2020 wurde das Programm mit wechselnder Besetzung von Chris Regn organisiert und koordiniert, die Künstlerinnen Monika Dillier, Muda Mathis, Sus Zwick und Sara Grütter bildeten den Vorstand. Von 2012 bis 2020 teilte der Kaskadenkondensator den Raum mit dem unabhängigen Künstler- und Kuratorenkollektiv Dr. Kuckucks Labrador, die ihre eigenen Projekte im Kasko und an anderen Orten in Basel realisierten.

## Team
Der Raum wird jetzt wieder von einem Team organisiert. Es besteht seit 2021 aus Lysann König, Soraya Oriana Blumer, Yolanda Esther Natsch, Steven Schoch, Laurie Mlodzik, Alain Meyer und Pietro Vitali. Nicole Boillat ist verantwortlich für die Grafik und die Webseite, Martina Böttiger, Sara Grütter, Chris Regn und Steven Schoch bilden den Vorstand.

## Zielsetzung

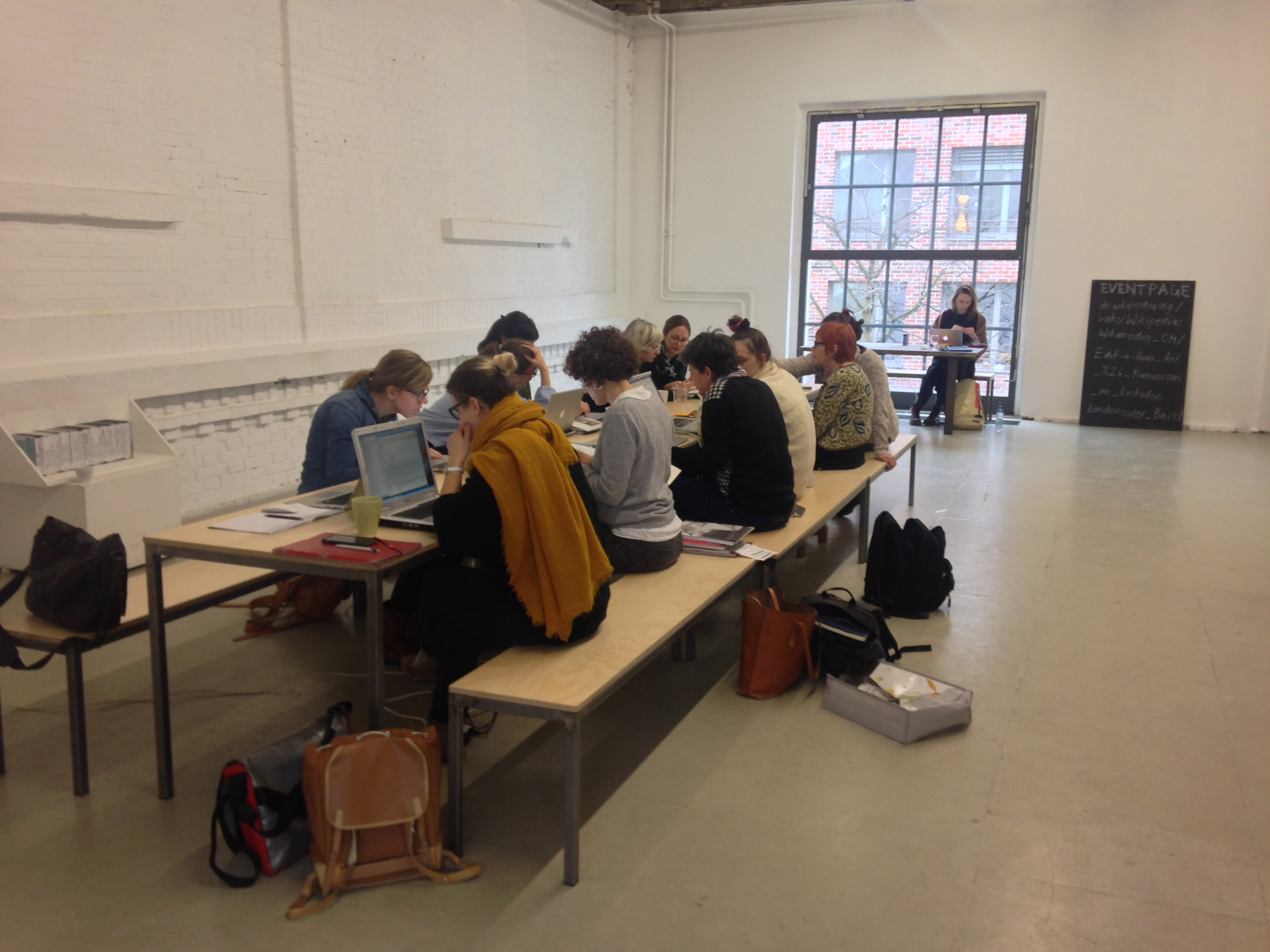
Der Kaskadenkondensator während des Art+Feminism Wikipedia Edit-a-thon, 2016

Als komplementärer Kunstort soll der Kaskadenkondensator im Kontext der Basler Kunstinstitutionen eine eigenständige Rolle spielen und als flexible Struktur dienen, in der Künstler und Theoretiker gemeinsam an der Schnittstelle von Kunst und Vermittlung arbeiten und den Dialog zwischen Kunstschaffenden und Kunstinteressierten anregen. Ein zentrales Anliegen ist es, jungen Künstlern und Kunstvermittlern Experimentierfelder und Freiräume zu gewähren und sie dadurch zu fördern. Weiter sucht und pflegt der Kaskadenkondensator die Vernetzung und Kooperation mit städtischen und regionalen Initiativen und Institutionen, mit anderen unabhängigen Kunsträumen im In- und Ausland.

## Performances (Auswahl)
- 2024: Anektorte, mit Beiträgen, Relikten und Torten von: Rasso Auberger, Ruth Buck, Renate Buser, Stefan Brucherseifer, Dr. Kuckucks Labrador, Zita di Gallo, Elisabeth Gerber, Pia Gisler, Pascale Grau, Katrin Grögel, Anne Hody, Mactar Kane, KAP, Margarit Lehmann, Les Reines Prochaines, Sérgio Leitão, Tabea Lurk, Irene Maag, Max & Bruce, Mediaeators b2b VEGETALE & Friends, Cemre Nomer, Flo Charlotte Osolin, Chris Regn, Marion Ritzmann, Alban Rüdisühli, Martina Siegwolf, Christian Schoch, Markus Schwander, Silvia Studerus, Axel Töpfer[6]
- 2022: Mental door:sound x performance mit Mer Ayang, PRICE, Hammer Band, Jasmine Tutum, marc n hörler, Simon Baumann, Fragrance of Lost (Franziska Baumgartner & Sarah Elena Müller), Apinti (OKRA Collective), I-vye, THY live im KASKO und auf Radio X[7]
- 2021: Doce en Diciembre: Oceanic Issues[8]
- 2020: 6×2 Performance-Duos Performance-Festival mit Joëlle Valterio und Rolf Schulz, Regula Hurter und Uri Urech, Monica Klingler und Elke Mark, Jasminka Stenz und Katarzyna Brzezińska, Pascale Grau und Claudia Grimm, Isabelle und Claudia Barth
- 2018: Kunst der Begegnung mit Performern aus Thailand, Taiwan, Japan, Singapur, Belgien und Deutschland[9]
- 2016: PANCH – Performance Art Netzwerk CH zeigt: Must or Not
- 2015: Kunst der Begegnung mit Performance aus China, Deutschland und der Schweiz[10]
- 2015: Spoken Doc mit Andrea Saemann und Chris Regn
- 2015: PANCH – Performance Art Netzwerk CH zeigt: Must or Not
- 2014: Dimanche Rouge mit Opie Boero Imwinkelried, Oscar Mac-Fall, Elli Binnie und Camille Haimet
- 2013: Damn’it Janet aus Hamburg
- 2011: Act Performancefestival mit Studenten der Schweizerischen Kunsthochschulen[11]
- 2011: Kunst der Begegnung IV. Performance Art aus Hongkong und der Schweiz
- 2011: this is not a myth mit Erica Magrey
- 2010: Eine tuntoide Kosmologie mit Ewjenia Tsanana und Jim Osthaarchic
- 2009: Kabarett mit Muda Mathis, Sus Zwick, Chris Regn, Evi, Nic & C und Gästen
- 2008: Blaumachen mit San Keller und Gästen, in Kooperation mit Visarte und Ausstellungsraum Klingental[12]
- 2008: europe supports artists – Permanent Conference of Artistic Resources in Kooperation mit Lodypop und Bildwechsel[13]
- 2005: Organ_ist mit Steffi Weismann[14]
- 2005: Performancereihe  IMPEX kuratiert von Pascale Grau und Judith Huber[15]
- 2003: Weder verwandt noch verschwägert initiiert von Lena Eriksson, Martina Gmür, Hagar Schmidhalter, Lex Vögtli und Galerie Broll[16][17]
- 1999: view assistance Basel[18]
- 1998: Performancereihe Handlungen[19]
- 1994: Axel Schweppe Klanginstallation mit Eis

## Ausstellungen (Auswahl)
- 2023: Flammen spucken, Gruppenausstellung des Lausanner Offspaces Urgent Paradise Kuratiert von Myriam Ziehli mit Jonas Van und Juno B, Stéphanie Rosianu, Evo Jovičić, Léa Katharina Meier, Samuelle Etienne, Elie Autin, Mélissa Guex, Valeska Romero Curiqueo, Camille Chirine Zaerpour, Sawsane Hema, Romy Colombe. K & Nayansaku Mufwankolo, Cecilia Moya Rivera
- 2023: Das Gefüge, Ausstellung mit Martina Baldiger, Selina Baumann, Martina Böttiger, Nicole Boillat, Sofia Durrieu, Martina Gmür, Martina Henzi, Chris Hunter, Maja Lascano, Fränzi Madörin, Chris Regn[20]
- 2023: Encontrar Palabras von Nicole Boillat und Sofía Amaranta Biondi Molli[21]
- 2023: Einzelausstellung Marilola Wili[22]
- 2022: Einzelausstellung Rosanna Monteleone
- 2022: Lumpenstation  Radioshow – Das Vergnügen, laut zu denken, an einem Tisch, mit Menschen, Live auf Lumpenstation[23]
- 2021: Im Bernsteinzimmer Ausstellung mit: Martina Böttiger, Nicole Boillat, Monika Dillier, Lena Eriksson, Martina Gmür, Martina Henzi, Chris Hunter, Karin Kröll, Fränzi Madörin, Muda Mathis, Chris Regn, Andrea Saemann, Sus Zwick
- 2021: Dehnbarkeit  Ein Projekt von Culturinstitut AM contemporary in Zusammenarbeit mit Wildwuchs Festival Basel[24]
- 2021: Doce en Diciembre mit Luján Funes, Paola Junqueira, Maja Lascano, Belén Romero Gunset, Jazmín Saidman, Monika Dillier, Gisela Hochuli, Barbara Naegelin, Chris Regn, Dorothea Rust, Andrea Saemann[25]
- 2020: Sus Zwick: La danse furieuse, Part I & II & III[26]
- 2017: Silvia Buol[27]
- 2016: Every Contact Leaves a Trace / Jede Berührung hinterlässt eine Spur kuratiert von Chus Martinez und Lysann König[28]
- 2015: Werkschau Videoförmig • Hallo Video – das Video und seine Gestalt in Zusammenarbeit mit der VIA, dem Neuen Kino, Dr. Kuckucks Labrador, Bildwechsel und Helga Broll[29]
- 2015: Sorgenkinder mit Monika Dillier, Sarah Elan Müller, Dr. Kuckucks Labrador, Chris Regn, Nicole Boillat, Jürg Stäuble, Thomas Heimann, David Buckingham. In der Loge: Birgit Kempker & Guido Nussbaum
- 2014: Heiri Strub und Louise Guerra, eine Ausstellung zusammengestellt von Guido Nussbaum
- 2013: Chris Regn: Die heilige Christine und andere Frauen die sich weggeworfen haben, Kaskadenkondensator, Basel (CH) – mit Sabian Baumann, Annekäthi Wehrli, Ewjenia Tsanana, Lena Eriksson, Evi, Nic & C, Barbara Naegelin, Roland Frei, Martina Gmür, Judith Dobler, Birgit Kempker, Iris Baumann, Fränzi Madörin, Sarah Elan Müller, Muda Mathis und Sus Zwick
- 2011: Sus Zwick: La danse furieuse, Part I & II
- 2011: Erik Dettwiler: Wem gehört die Stadt
- 2010: Hochformat mit Anita Hugi, Nicole Boillat, Chris Regn, Anca Daucikova, Mireille Gros, Hoio, Videoklub, Eva Kietzmann, Christoph Oertli, Varsha Nair, Susanne Winterling, Sus Zwick,  Axel Töpfer, Iris Baumann, Silvia Bergmann, Monika Dillier, Birgit Durbahn, Lena Eriksson, Muda Mathis, René Pulfer, Scheiwiller, Sakarit Chankaew, Claudia Reiche, Barbara Loreck, Ligna[30][31]
- 2010: Stefan Baltensperger: Kunst Kultur und andere Würste
- 2010: Jenny Brockmann: Testphase 1, Glück
- 2006: Haus am Gern[32]
- 2006: Gipfeltreffen mit Hiroko Tanahashi, Mo Diener, Melati Suryodarma, Chantal Michel, Yingmei Duan, Judith Wälti, Marie Kawazu, Stephanie Grubenmann, Kazuko Shiraishi, Birgit Kempker[33]
- 2003: Isabel Schmiga[34]
- 2000: Kunststücke – ein Galeriespiel initiiert von Lex Vögtli, Lena Eriksson und Chris Regn[35][36]
- 1998: Vaterbild mit Rasso Auberger, Vera Bourgeois, Silvia Elisabeth Hautmann, Paul Luckner, Hansjörg Marti, Andrea Saemann, Hildegard Spielhofer, Maya Rikli, Sigismond de Vajay, Uwe Walther, Crista Ziegler[37][38]
- 1998: La chaîne et la chèvre mit Filip Haag und Tim Krohn
- 1998: Nonlieux - Poesie des Nichtortes, Ausstellungsprojekt im öffentlichen Raum mit über 40 internationalen Künstlerinnen und Künstlern: Brigitte Bérard + Mileva Josipovic, Susanna Brändli, Renate Buser, Silvia Buol[39] Thomas Hirschhorn[40], Anne Hody, Peter Huggenberger, Pascale Grau, Sven Kalden, Alexandra Keim, Daniela Keiser, Max Matter, Jeanny Messerli, Gertrude Moser-Wagner, Viktorine Müller, Peter Regli, Christoph Rösch, Alban Rüdisühli, Andrea Saemann, Clara Saner, Hanno Schwarz, Martina Siegwolf, Peter Spillmann, Miriam Steinhauser, Bettina Stucky, Studer van den Berg, Tâche Magos, Urs Vogel, Christa Ziegler, Agatha Zobrist + Therese Wäckerli, Chris Zufferey

## Kooperationenen
- seit 2015[41] mit selbstorganisierten Initiativen genannt Summe,  2020 Performance Summe[42], 2021 Radio Summe mit Radio X[43]
- seit 2017 der Ausstellungsaustausch Blumen im Haus ersparen den Psychiater Roswitha Baumeister, Martina Böttiger, Copa & Sordes, durbahn*, Stef Engel, Evi, Nic & C, Martina Gmür, Mireille Gros, Chris Hunter, Lysann König, Nara Pfister, Sara&Natascha, Silvia Studerus, Lilia Tirado Rosales, Jenni Tietze, Selma Weber, Mirjam Landolt, Chris Regn, Sara Grütter, Jim Osthaarchic, Lena Lengsfeld, Silvia Studerus, Friese, Mesaoo Wrede, Nara Pfister, Nicole Boillat und wechselnden Gästen an verschiedenen Orten[44][45][46]
- 2018 Feministisches* Improvisatorium[47]
- seit 2016 Art+Feminism Edit-a-thons: Wikipedia-Workshop und Editieranlässe[48]
- seit 2008 wird die Kopierschrift KAP und der KAP Kalender in Zusammenarbeit mit dem Kasko herausgegeben[49][50][51]
- Von 2003 bis 2009 fanden im Kaskadenkondensator in Basel monatlich Performancetreffen als Performanceplattform Labor statt[52]
- seit 1998 bis 2019 Sondergast der Liste Art Fair Basel[53]

## Medienresonanz
- Karen N. Gerig: Überraschung! Der Kaskadenkondensator wird 20 – und ist trotzdem ein Geheimtipp geblieben. In: Tageswoche. 30. November 2014.
- Karen N. Gerig: Wochenstopp: 20 Jahre Kasko. In: Tageswoche. 27. Februar 2014.
- Jasmin Schraner: Das Warteck ist eines der letzten Überbleibsel aus dieser Zeit. In: Basellandschaftliche Zeitung. 1. Dezember 2014.
- Martin Baumgartner: Kleinere Institutionen, «Off-Spaces» und Plattformen für junge Kunst. In: Neue Zürcher Zeitung. 2. Juni 2008.
- Basel, Haus am Gern. In: Kunstbulletin. Heft 1/2, 2006.
- Sba.: Grenzenlose Kunst. (Memento vom 6. März 2016 im Internet Archive) In: Neue Zürcher Zeitung. 18. Dezember 2004.
- Sba.: Vierfaches Sandwich. (Memento vom 6. März 2016 im Internet Archive) In: Neue Zürcher Zeitung. 21. Februar 2004.